# Corbeny
Corbeny (früher Corbény, im Mittelalter Corbunei) ist eine französische Gemeinde mit 849 Einwohnern (Stand 1. Januar 2022) im Département Aisne in der Region Hauts-de-France. Sie gehört zum Arrondissement Laon und zum Kanton Villeneuve-sur-Aisne.

## Geografie
Die Gemeinde Corbeny liegt im Höhenzug Chemin des Dames, etwa 20 Kilometer südwestlich von Laon und 25 Kilometer nordwestlich von Reims.

## Geschichte

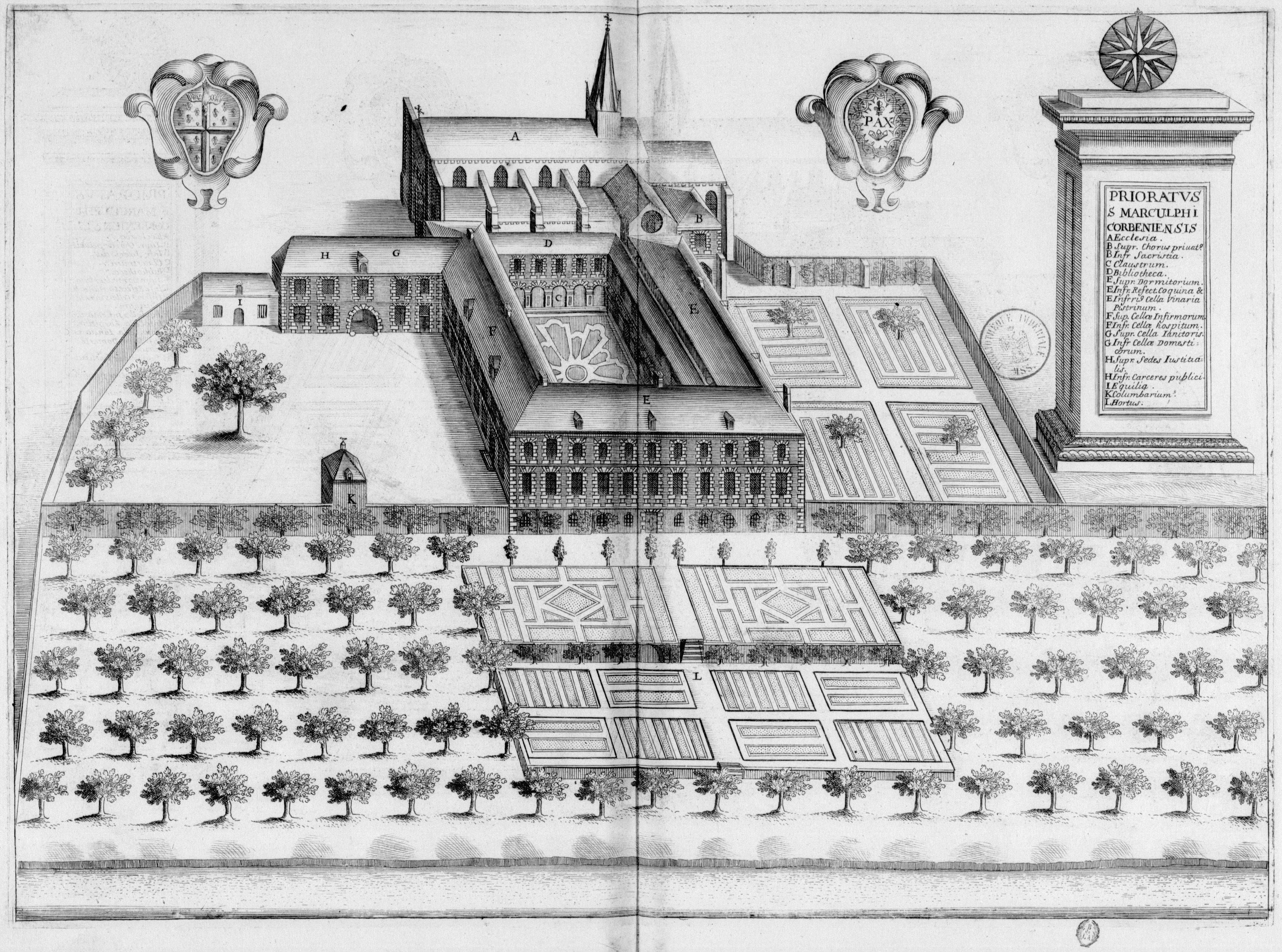
Das Priorat Corbeny im 17. Jahrhundert

Die Ursprung des Ortes liegt in römischer, wenn nicht gar gallischer Zeit. Darauf deuten Münzen hin (Triens), die hier gefunden wurden, sowie die Endung „-acum“ in den lateinischen Bezeichnungen „Carbnacum“ und „Corbnacum“. Der Ort lag schon damals an der Kreuzung der gallischen Straße von Fismes nach Dizy-le-Gros und der Römerstraße von Reims nach Arras.
Zur Zeit der Karolinger stand in Corbeny eine Königspfalz (Cobanacum palatium), die von Pippin dem Jüngeren, Karl dem Großen und Karl dem Einfältigen besucht wurde. Letzterer brachte hier die Reliquien des heiligen Markulf unter, die von Mönchen aus Coutances auf der Flucht vor den Normannen mitgeführt wurden. Die Kirche, zu Ehren des Heiligen gebaut, wurde von den französischen Königen traditionsgemäß am Tag nach ihrer Krönung in Reims besucht. Karl der Kahle hielt sich hier zweimal auf (841 und 847). Karl der Einfältige schenkte Corbeny bei seiner Hochzeit im April 907 seiner Ehefrau Frederuna, die es den Mönchen der örtliche Priorei, die der Abtei Saint-Remi in Reims unterstand, vererbte. Corbeny war Teil des Pilgerwegs Via Francigena nach Rom.
Eine zweite Blütezeit erfuhr Corbeny während der Besetzung Nordfrankreichs durch die Engländer im 14. Jahrhundert. Damals zählte man im Ort zwischen 600 und 700 Feuer, was etwa 2000 bis 2500 Einwohnern entsprach. Mitte des 15. Jahrhunderts wurde Corbeny von König Ludwig XI. von der Abgabepflicht befreit.
Während der Schlacht an der Aisne (1917) wurde Corbeny – und damit auch die Priorei und die Kirche aus dem 11. Jahrhundert – vollständig zerstört.

## Bevölkerungsentwicklung
| Jahr      | 1962 | 1968 | 1975 | 1982 | 1990 | 1999 | 2006 | 2013 | 2021 |
| Einwohner | 540  | 517  | 495  | 578  | 591  | 633  | 693  | 750  | 846  |

## Sehenswürdigkeiten

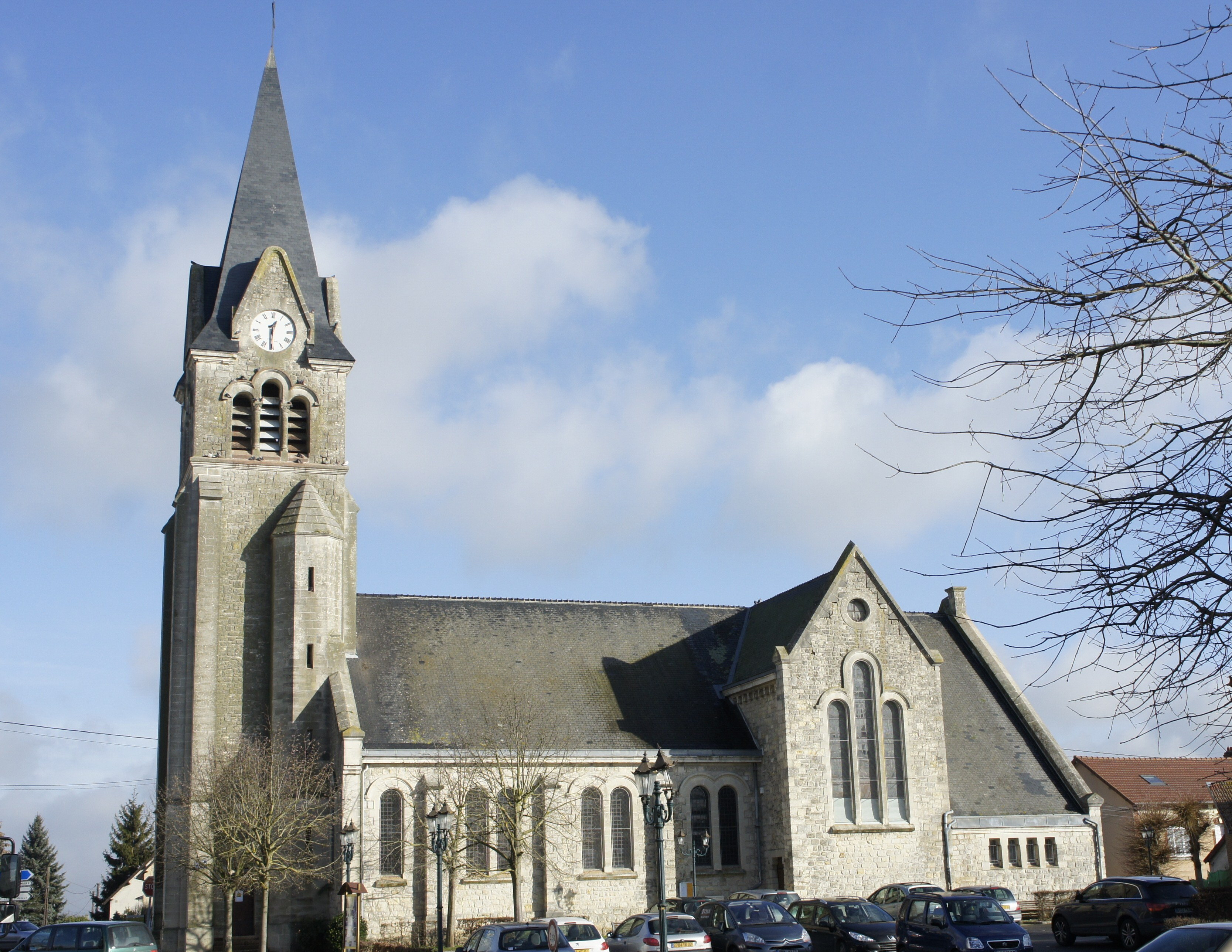
Kirche Saint-Marcoul
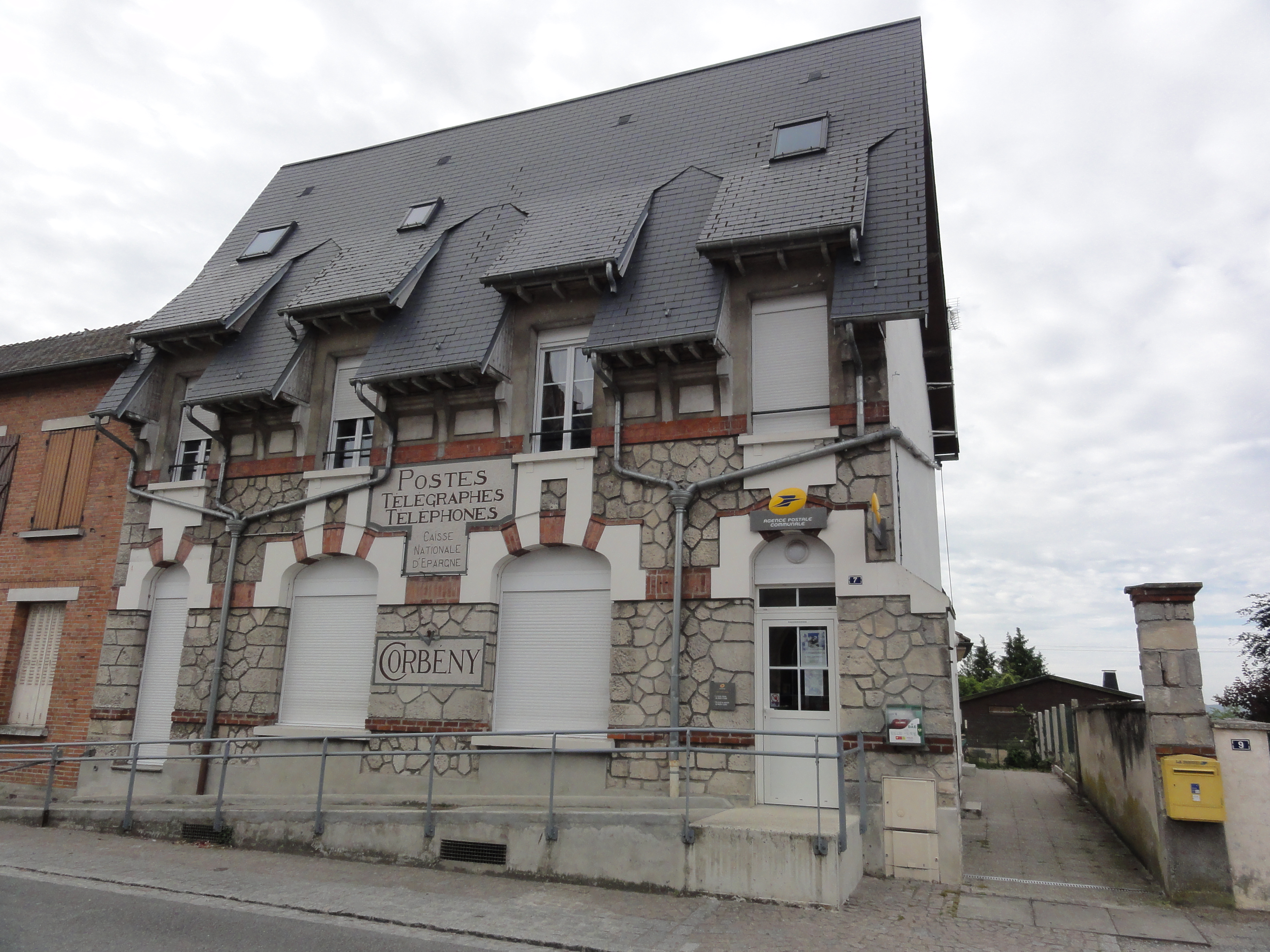
Postamt
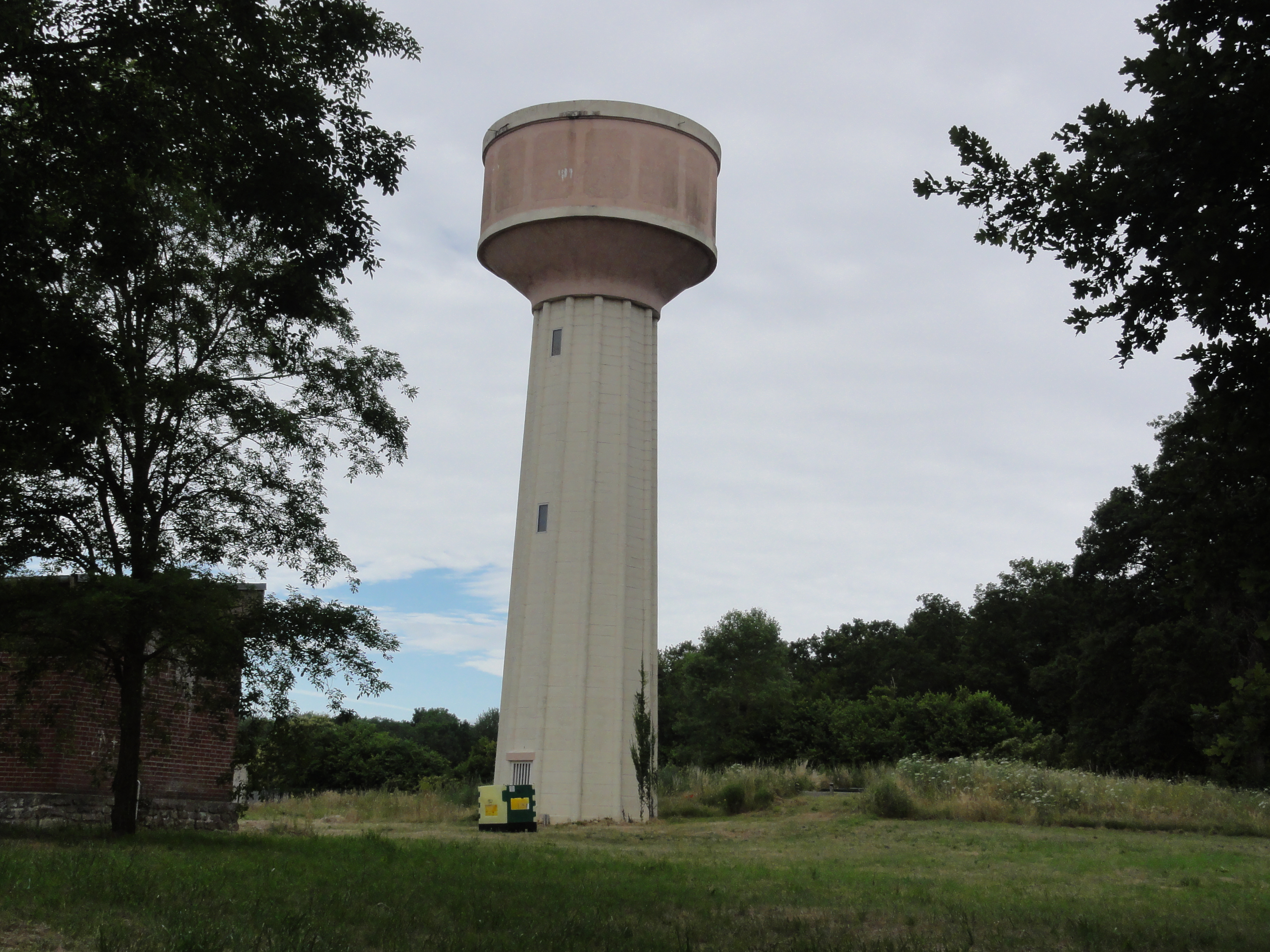
Wasserturm
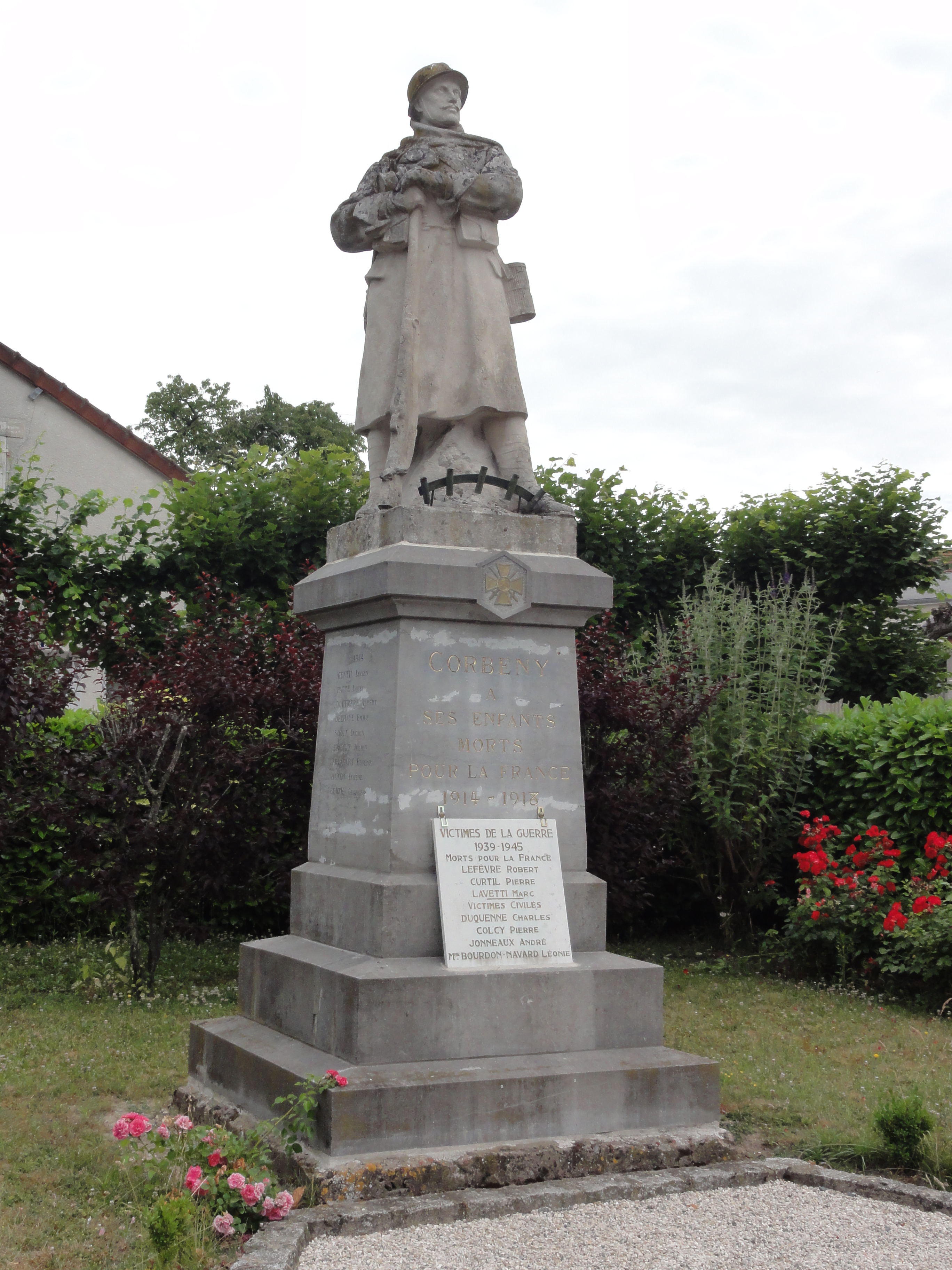
Gefallenendenkmal

- Kirche Saint-Marcoul
- Postamt
- Wasserturm
- Gefallenendenkmal

## Verkehrsanbindung
Corbeny liegt an der früheren Route nationale 44 zwischen Laon und Reims, die hier parallel zur mautpflichtigen Autoroute A26 verläuft. Aufgrund dieser Situation ist Corbeny eine vielbefahrene Durchgangsstation.